# Marco Antônio Gimenez
Marco Antônio Gimenez Valadão (Rio de Janeiro, 6 de julho de 1981) é um ator brasileiro. É filho da atriz Vera Gimenez e do ator Jece Valadão, sendo meio-irmão da apresentadora Luciana Gimenez.

## Filmografia

### Televisão
| Ano     | Título               | Personagem               | Notas                                    | Ref.  |
| ------- | -------------------- | ------------------------ | ---------------------------------------- | ----- |
| 2003    | Mulheres Apaixonadas | Padre Olavo              |                                          |       |
| 2004    | Um Só Coração        | Lourival Gomes Machado   |                                          |       |
| 2005–06 | Malhação             | Alexandre Camelo (Urubu) | Temporadas 12–13                         |       |
| 2007    | Sete Pecados         | Vítor de Sant'anna       |                                          |       |
| 2008    | Casos e Acasos       | Jorge                    | Episódio: "O Colchão, a Mala e a Balada" |       |
| 2008    | Dança dos Famosos    | Participante             | Temporada 5                              |       |
| 2009    | TV Globinho          | Apresentador             |                                          |       |
| 2009    | Caras & Bocas        | Sargento Lucas Rios      |                                          |       |
| 2010    | Malhação ID          | Flávio Riveira           | Temporada 17                             |       |
| 2015    | Os Dez Mandamentos   | Nadabe                   |                                          | [ 2 ] |
| 2016    | 220 Volts            | Guilherme                | Episódio: "Etc e tal"                    |       |
| 2017    | Belaventura          | Gregor                   |                                          | [ 3 ] |

### Cinema
| Ano  | Título                       | Personagem | Ref. |
| ---- | ---------------------------- | ---------- | ---- |
| 2016 | Os Dez Mandamentos - O Filme | Nadabe     |      |
| 2016 | O Último Virgem              | Deco       |      |

## Teatro
| Ano         | Título                      | class="unsortable" Ref. |
| ----------- | --------------------------- | ----------------------- |
| 2008        | Caminhos da Independência   |                         |
| 2010        | Onde está você agora?       |                         |
| 2011–; 2012 | Mulheres Solteiras Procuram |                         |
| 2011        | A Megera Domada             |                         |
| 2013–14     | Meu Ex-Imaginário           |                         |